# Dorre
Insula Dorre este o insulă din grupul Dorre,Bernier și Dirk Hartog, Australia de Vest.